# Население Гренады
Эта статья о демографических особенностях населения Гренады, включая плотность населения, этническую принадлежность, уровень образования, здоровье населения, экономический статус, религиозную принадлежность и другие аспекты населения.
Хотя большая часть населения Гренады африканского происхождения, есть некоторые следы ранних аравакских и карибских индейцев — несколько индо-гренадцев и маленьких обществ потомков ранних европейских переселенцев проживают в Гренаде. Около половины населения страны составляет молодёжь до 30 лет. Официальным языком является английский; лишь несколько человек до сих пор говорят на франко-креольском языке. Более существенное напоминание об исторической связи Гренады с Францией — число приверженцев католической церкви, к которой принадлежат около 60 % гренадцев. Англиканская церковь является крупнейшей протестантской общиной.

## Сведения из всемирной книги фактов ЦРУ

### Население
89 018 человек (июль 2000 года), 104 890 (Мировой Банк, 2011 год)

### Возрастная структура населения
До 15 лет: 51 % (мужчины 17 106, женщины 16 634 человек)
15-64 лет: 49 % (мужчины 27 267, женщины 24 356 человек)
65 лет и старше: 4 % (мужчины 1653, женщины 2002) (2000)

### Темпы роста населения
0,6 % (2012)

### Рождаемость
20,96 рождений/1000 человек (2000)

### Смертность
8,02 смертей/1000 человек (2000)

### Уровень миграции
−16,54 мигрантов/1000 человек (2000)

### Соотношение полов
при рождении: 1,02 мужчин/женщин
до 15 лет: 1,03 мужчин/женщин
15-64 лет: 1,12 мужчин/женщин
65 лет и старше: 0,83 мужчин/женщин
Общая численность населения: 1,07 мужчин/женщин

### Коэффициент младенческой смертности
14,63 смертей/1000 живорождённых (2000)

### Ожидаемая продолжительность жизни при рождении
общее население: 64,52 года
мужчины: 62,74 года
женщины: 66,31 лет (2000)

### Суммарный коэффициент рождаемости
2,42 рождённых ребёнка/женщина (2000)

### Национальность
Катойконим: гренадец (гренадка)
Прилагательное: гренадский

### Этнические группы
Чёрные — 82 %, мулаты — 12 %, индейцы — 3 %, белые — 2,9 %, след аравакских/карибских америндов

### Религии
Римские католики — 53 %, англиканцы — 13,8 %, протестанты — 33 %, буддисты — 0,2 %

### Языки
Английский (официальный), английский креольский, французский, антильский франко-креольский язык